# Liste der Straßen und Plätze in Lehre

Gemeinde Lehre im Landkreis Helmstedt

Die Gemeinde Lehre ist Teil des Landkreises Helmstedt und gliedert sich in die Ortsteile Kernort, Klein Brunsrode, Groß Brunsrode, Essehof, Beienrode, Wendhausen und Flechtorf.
Die Länge der Straßen wurde mittels Google Earth ermittelt. Es sind daher Annäherungswerte, da besonders Straßenverläufe und -namen in unterschiedlichen Kartendiensten abweichend wiedergegeben werden.
Quelle: OpenStreetMap vom 2021-11-24.
| Straßenname                       | Ortsteil        | Länge  | Besonderheit                                                                     | Bild |
| --------------------------------- | --------------- | ------ | -------------------------------------------------------------------------------- | ---- |
| Ackerweg (Lage)                   | Essenrode       | 260 m  |                                                                                  |      |
| Alt-Campen-Straße (Lage)          | Flechtorf       | 295 m  |                                                                                  |      |
| Alte Berliner Straße (Lage)       | Flechtorf       | 1706 m | Schunterschule Flechtorf                                                         |      |
| Alte Braunschweiger Straße (Lage) | Flechtorf       | 1069 m | Freiwillige Feuerwehr Flechtorf, Flechtorfer Mühle                               |      |
| Alte Hauptstraße (Lage)           | Groß Brunsrode  | 417 m  |                                                                                  |      |
| Alte Königsberger Straße (Lage)   | Flechtorf       | 256 m  |                                                                                  |      |
| Alte Krugstraße (Lage)            | Essenrode       | 254 m  |                                                                                  |      |
| Am Alpersberg (Lage)              | Flechtorf       | 136 m  |                                                                                  |      |
| Am Cassebusch (Lage)              | Groß Brunsrode  | 488 m  |                                                                                  |      |
| Am Dettmersberg (Lage)            | Wendhausen      | 304 m  | St.-Martin-Kirche                                                                |      |
| Am Grasstieg (Lage)               | Beienrode       | 623 m  |                                                                                  |      |
| Am Hasenbalken (Lage)             | Essehof         | 297 m  |                                                                                  |      |
| Am Kirchfeld (Lage)               | Groß Brunsrode  | 850 m  |                                                                                  |      |
| Am Löbner (Lage)                  | Kernort         | 1464 m |                                                                                  |      |
| Am Mühlengraben (Lage)            | Kernort         | 156 m  |                                                                                  |      |
| Am Papenkamp (Lage)               | Beienrode       | 452 m  |                                                                                  |      |
| Am Schilfgraben (Lage)            | Kernort         | 713 m  |                                                                                  |      |
| Am Stummelmorgen (Lage)           | Kernort         | 257 m  |                                                                                  |      |
| Am Tierpark (Lage)                | Essehof         | 579 m  | Tierpark Essehof, Freiwillige Feuerwehr Essehof                                  |      |
| Am Walde (Lage)                   | Wendhausen      | 122 m  |                                                                                  |      |
| Am Westerberg (Lage)              | Flechtorf       | 425 m  |                                                                                  |      |
| An der Beeke (Lage)               | Essehof         | 421 m  |                                                                                  |      |
| An der Burg (Lage)                | Flechtorf       | 284 m  | Burg Campen                                                                      |      |
| An der Reitkuhle (Lage)           | Kernort         | 323 m  |                                                                                  |      |
| An der Schule (Lage)              | Flechtorf       | 379 m  |                                                                                  |      |
| An der Selke (Lage)               | Groß Brunsrode  | 232 m  |                                                                                  |      |
| An der Steinkuhle (Lage)          | Groß Brunsrode  | 811 m  |                                                                                  |      |
| Auf der Günne (Lage)              | Kernort         | 541 m  |                                                                                  |      |
| Auf der Ohe (Lage)                | Wendhausen      | 332 m  |                                                                                  |      |
| Bäckerberg (Lage)                 | Essenrode       | 452 m  |                                                                                  |      |
| Bäckertwete (Lage)                | Essenrode       | 292 m  |                                                                                  |      |
| Bahnhofstraße (Lage)              | Groß Brunsrode  | 1053 m | Weddeler Schleife                                                                |      |
| Bei der Schmiede (Lage)           | Groß Brunsrode  | 140 m  |                                                                                  |      |
| Beinenroder Straße (Lage)         | Flechtorf       | 682 m  |                                                                                  |      |
| Berliner Heerstraße (Lage)        | Wendhausen      | 770 m  |                                                                                  |      |
| Berliner Straße (Lage)            | Kernort         | 2345 m | Wasserverband Weddel-Lehre                                                       |      |
| Birkenfeldstraße (Lage)           | Kernort         | 776 m  |                                                                                  |      |
| Bockshornweg (Lage)               | Groß Brunsrode  | 855 m  |                                                                                  |      |
| Boimstorfer Straße (Lage)         | Kernort         | 792 m  | Alten- und Pflegeheim                                                            |      |
| Braunschweiger Straße (Lage)      | Kernort         | 529 m  |                                                                                  |      |
| Breslauer Straße (Lage)           | Wendhausen      | 316 m  |                                                                                  |      |
| Brundsroder Straße (Lage)         | Essenrode       | 969 m  | Sportplatz                                                                       |      |
| Campenstraße (Lage)               | Kernort         | 675 m  | Kirche zum Heiligen Kreuz, Friedhof                                              |      |
| Danziger Straße (Lage)            | Flechtorf       | 124 m  |                                                                                  |      |
| Dicker Winkel (Lage)              | Essenrode       | 156 m  |                                                                                  |      |
| Dorfstraße (Lage)                 | Groß Brunsrode  | 786 m  | Evangelische Kirche, Freiwillige Feuerwehr Groß Brunsrode                        |      |
| Dornkamp (Lage)                   | Kernort         | 482 m  |                                                                                  |      |
| Dornröschensteg (Lage)            | Flechtorf       | 153 m  |                                                                                  |      |
| Dornweg (Lage)                    | Beienrode       | 408 m  |                                                                                  |      |
| Ehmener Straße (Lage)             | Klein Brunsrode | 745 m  | Weddeler Schleife                                                                |      |
| Ehrenbergstraße (Lage)            | Beienrode       | 148 m  |                                                                                  |      |
| Eichendorffstraße (Lage)          | Flechtorf       | 108 m  |                                                                                  |      |
| Eitelbrotstraße (Lage)            | Kernort         | 631 m  | Freiwillige Feuerwehr Lehre, Kita                                                |      |
| Elmblick (Lage)                   | Flechtorf       | 359 m  |                                                                                  |      |
| Eschendamm (Lage)                 | Essenrode       | 142 m  |                                                                                  |      |
| Fahltweg (Lage)                   | Kernort         | 493 m  |                                                                                  |      |
| Finkenweg (Lage)                  | Essehof         | 151 m  |                                                                                  |      |
| Forstkamp (Lage)                  | Kernort         | 311 m  |                                                                                  |      |
| Forstweg (Lage)                   | Essehof         | 264 m  |                                                                                  |      |
| Frau-Holle-Pfad (Lage)            | Flechtorf       | 148 m  |                                                                                  |      |
| Fuhrenblick (Lage)                | Kernort         | 505 m  |                                                                                  |      |
| Gänsekamp (Lage)                  | Wendhausen      | 324 m  |                                                                                  |      |
| Gartenweg (Lage)                  | Essenrode       | 789 m  | Kleingartenverein                                                                |      |
| Gaußweg (Lage)                    | Wendhausen      | 76 m   | Verbindungsweg/Fußweg                                                            |      |
| Gebrüder-Grimm-Straße (Lage)      | Flechtorf       | 556 m  |                                                                                  |      |
| Gerhart-Hauptmann-Straße (Lage)   | Flechtorf       | 569 m  |                                                                                  |      |
| Gerstenbreiten (Lage)             | Flechtorf       | 747 m  |                                                                                  |      |
| Gleiwitzer Straße (Lage)          | Kernort         | 134 m  |                                                                                  |      |
| Glentorfer Straße (Lage)          | Beienrode       | 945 m  |                                                                                  |      |
| Goldberger Straße (Lage)          | Kernort         | 117 m  |                                                                                  |      |
| Görlitzer Straße (Lage)           | Kernort         | 143 m  |                                                                                  |      |
| Graf-von-Dehn-Straße (Lage)       | Wendhausen      | 162 m  |                                                                                  |      |
| Grammwiesenweg (Lage)             | Essenrode       | 206 m  |                                                                                  |      |
| Hattorfer Straße (Lage)           | Flechtorf       | 340 m  |                                                                                  |      |
| Hauptstraße (Lage)                | Wendhausen      | 1007 m | Windmühle, Wasserschloss, Pflegeeinrichtung                                      |      |
| Heidekamp (Lage)                  | Essenrode       | 251 m  |                                                                                  |      |
| Heinrich-von-Kleist-Straße (Lage) | Flechtorf       | 299 m  |                                                                                  |      |
| Hordorfer Straße (Lage)           | Essehof         | 546 m  |                                                                                  |      |
| Hüttenweg (Lage)                  | Kernort         | 105 m  |                                                                                  |      |
| Im Altdorf (Lage)                 | Essehof         | 351 m  |                                                                                  |      |
| Im Hinterhagen (Lage)             | Beienrode       | 641 m  | Dorfgemeinschaftshaus Beienrode, Freiwillige Feuerwehr Beienrode                 |      |
| Im Klappenfelde (Lage)            | Kernort         | 246 m  |                                                                                  |      |
| Im Oberdorf (Lage)                | Wendhausen      | 459 m  |                                                                                  |      |
| Im Portgarten (Lage)              | Flechtorf       | 166 m  |                                                                                  |      |
| Im Schuntertal (Lage)             | Wendhausen      | 250 m  |                                                                                  |      |
| Im Siek (Lage)                    | Essenrode       | 149 m  |                                                                                  |      |
| Im Unterdorf (Lage)               | Wendhausen      | 754 m  | Kirche St. Dionysius Areopagita                                                  |      |
| Im Winkel (Lage)                  | Kernort         | 230 m  |                                                                                  |      |
| Im Wörthen (Lage)                 | Essehof         | 180 m  |                                                                                  |      |
| Immelaagsberg (Lage)              | Flechtorf       | 902 m  |                                                                                  |      |
| In den Lohbalken (Lage)           | Wendhausen      | 312 m  | Autohof Wendhausen an der A2 Autobahnauf- und ausfahrt 57 Braunschweig-Ost/Lehre |      |
| In der Frauwe (Lage)              | Kernort         | 358 m  |                                                                                  |      |
| In der Masch (Lage)               | Flechtorf       | 439 m  |                                                                                  |      |
| Jahnstraße (Lage)                 | Flechtorf       | 304 m  |                                                                                  |      |
| Jelpker Straße (Lage)             | Klein Brunsrode | 236 m  |                                                                                  |      |
| Kampstüh (Lage)                   | Kernort         | 5000 m | Ehemalige Heeresmunitionsanstalt Lehre                                           |      |
| Kirchring (Lage)                  | Essenrode       | 657 m  | St.-Johannes-Kirche, Friedhof                                                    |      |
| Kirchtwete (Lage)                 | Flechtorf       | 166 m  | Heilig-Kreuz-Kirche                                                              |      |
| Königsberger Straße (Lage)        | Wendhausen      | 269 m  |                                                                                  |      |
| Kopernikushöhe (Lage)             | Flechtorf       | 194 m  |                                                                                  |      |
| Kurze Kamp (Lage)                 | Klein Brunsrode | 740 m  | Freiwillige Feuerwehr Flechtorf                                                  |      |
| Lange Straße (Lage)               | Beienrode       | 354 m  |                                                                                  |      |
| Lange Stücke (Lage)               | Klein Brunsrode | 168 m  |                                                                                  |      |
| Leipziger Straße (Lage)           | Wendhausen      | 339 m  |                                                                                  |      |
| Lerchenweg (Lage)                 | Kernort         | 342 m  |                                                                                  |      |
| Lessingweg (Lage)                 | Wendhausen      | 50 m   |                                                                                  |      |
| Liegnitzer Straße (Lage)          | Kernort         | 227 m  |                                                                                  |      |
| Lönsweg (Lage)                    | Wendhausen      | 81 m   | Verbindungsweg/Fußweg                                                            |      |
| Marktstraße (Lage)                | Kernort         | 278 m  | Rathaus Lehre, Polizei                                                           |      |
| Maschstraße (Lage)                | Beienrode       | 259 m  |                                                                                  |      |
| Mittelweg (Lage)                  | Essenrode       | 559 m  |                                                                                  |      |
| Molkereistraße (Lage)             | Kernort         | 267 m  |                                                                                  |      |
| Mühlenblick (Lage)                | Essenrode       | 263 m  |                                                                                  |      |
| Mühlenweg (Lage)                  | Groß Brunsrode  | 164 m  |                                                                                  |      |
| Mühlenwinkel (Lage)               | Kernort         | 214 m  |                                                                                  |      |
| Neue Reihe (Lage)                 | Kernort         | 218 m  |                                                                                  |      |
| Neue Straße (Lage)                | Groß Brunsrode  | 125 m  |                                                                                  |      |
| Neuer Kamp (Lage)                 | Essenrode       | 152 m  |                                                                                  |      |
| Neustettiner Straße (Lage)        | Flechtorf       | 186 m  |                                                                                  |      |
| Nikolaus-Otto-Straße (Lage)       | Flechtorf       | 603 m  | Industriegebiet                                                                  |      |
| Ochsenkamp (Lage)                 | Kernort         | 440 m  |                                                                                  |      |
| Oheweg (Lage)                     | Wendhausen      | 771 m  |                                                                                  |      |
| Osterlage (Lage)                  | Essenrode       | 322 m  | Grundschule Essenrode, Dorfgemeinschaftshaus, Kindertagesstätte                  |      |
| Pallwall (Lage)                   | Flechtorf       | 508 m  |                                                                                  |      |
| Papenstuhl (Lage)                 | Flechtorf       | 216 m  |                                                                                  |      |
| Pommernweg (Lage)                 | Essenrode       | 140 m  | Friedhof                                                                         |      |
| Puterkamp (Lage)                  | Essenrode       | 223 m  |                                                                                  |      |
| Raabeweg (Lage)                   | Wendhausen      | 70 m   | Verbindungsweg/Fußweg                                                            |      |
| Raiffeisenallee (Lage)            | Flechtorf       | 833 m  | Sportplatz                                                                       |      |
| Rosinenweg (Lage)                 | Kernort         | 263 m  | Oberschule Lehre                                                                 |      |
| Rotkäppchenweg (Lage)             | Flechtorf       | 343 m  |                                                                                  |      |
| Rübezahlgasse (Lage)              | Flechtorf       | 123 m  |                                                                                  |      |
| Sandfeld (Lage)                   | Essenrode       | 186 m  |                                                                                  |      |
| Schlesierstraße (Lage)            | Kernort         | 338 m  |                                                                                  |      |
| Schlesierweg (Lage)               | Essenrode       | 27 m   |                                                                                  |      |
| Schlossstraße (Lage)              | Essenrode       | 325 m  | Freiwillige Feuerwehr Essenrode                                                  |      |
| Schmiedestraße (Lage)             | Beienrode       | 137 m  |                                                                                  |      |
| Schneewittchentwete (Lage)        | Flechtorf       | 134 m  |                                                                                  |      |
| Schulstraße (Lage)                | Wendhausen      | 807 m  | Freiwillige Feuerwehr Wendhausen, Grundschule Wendhausen, Kleingartenverein      |      |
| Schunteraue (Lage)                | Flechtorf       | 517 m  |                                                                                  |      |
| Schunterstraße (Lage)             | Wendhausen      | 164 m  |                                                                                  |      |
| Schwester-Ella-Weg (Lage)         | Essenrode       | 504 m  |                                                                                  |      |
| Selkebachstraße (Lage)            | Kernort         | 588 m  |                                                                                  |      |
| Steinkamp (Lage)                  | Kernort         | 531 m  | Neuapostolische Kirche                                                           |      |
| Stemmwiesen (Lage)                | Flechtorf       | 135 m  |                                                                                  |      |
| Stettiner Straße (Lage)           | Wendhausen      | 229 m  |                                                                                  |      |
| Stobenbleek (Lage)                | Flechtorf       | 89 m   |                                                                                  |      |
| Sudetenring (Lage)                | Flechtorf       | 458 m  |                                                                                  |      |
| Teichtal (Lage)                   | Kernort         | 467 m  |                                                                                  |      |
| Triftweg (Lage)                   | Kernort         | 338 m  |                                                                                  |      |
| Viewegstraße (Lage)               | Wendhausen      | 137 m  |                                                                                  |      |
| Von-Hardenberg-Straße (Lage)      | Essenrode       | 941 m  | Herrenhaus Essenrode                                                             |      |
| Vor den Kleingärten (Lage)        | Essenrode       | 119 m  |                                                                                  |      |
| Waldenburger Straße (Lage)        | Kernort         | 141 m  |                                                                                  |      |
| Wedesbüttlerweg (Lage)            | Essenrode       | 402 m  |                                                                                  |      |
| Wegfeld (Lage)                    | Essenrode       | 177 m  |                                                                                  |      |
| Weststraße (Lage)                 | Essenrode       | 116 m  |                                                                                  |      |
| Wiesengrund (Lage)                | Essehof         | 161 m  |                                                                                  |      |
| Windmühlenblick (Lage)            | Wendhausen      | 290 m  |                                                                                  |      |
| Windmühlenweg (Lage)              | Kernort         | 927 m  |                                                                                  |      |
| Winkelstraße (Lage)               | Beienrode       | 420 m  | St.-Jürgen-Kirche                                                                |      |
| Wolfsburger Straße (Lage)         | Flechtorf       | 184 m  |                                                                                  |      |
| Zum Bauernholz (Lage)             | Flechtorf       | 324 m  |                                                                                  |      |
| Zum Börneken (Lage)               | Kernort         | 813 m  | Börnekenhalle, Schützenhaus, Sportplatz                                          |      |
| Zum Kälberkamp (Lage)             | Flechtorf       | 97 m   |                                                                                  |      |
| Zum Schwarzen Kamp (Lage)         | Flechtorf       | 821 m  |                                                                                  |      |